# Ferdi Taygan
Ferdi Taygan (Worcester, 5 de dezembro de 1956) é um ex-tenista profissional estadunidense.

## ATP Tour

### Duplas (19 títulos)
| Posição  | N.  | Data | Torneio                                | Piso        | Parceiro         | Oponentes                        | Placar              |
| -------- | --- | ---- | -------------------------------------- | ----------- | ---------------- | -------------------------------- | ------------------- |
| Vice     | 1.  | 1979 | ATP de Bologna, Itália                 | Carpete (I) | Fritz Buehning   | Peter Fleming John McEnroe       | 1–6, 1–6            |
| Campeão  | 1.  | 1980 | ATP de Washington Indoor-2, EUA        | Carpete     | Brian Teacher    | Kevin Curren Steve Denton        | 4–6, 6–3, 7–6       |
| Vice     | 2.  | 1980 | Stowe, EUA                             | Duro        | Ilie Năstase     | Robert Lutz Bernard Mitton       | 4–6, 3–6            |
| Campeão  | 2.  | 1980 | Melbourne Indoor, Austrália            | Carpete     | Fritz Buehning   | John Sadri Tim Wilkison          | 6–1, 6–2            |
| Campeão  | 3.  | 1980 | Hong Kong                              | Duro        | Peter Fleming    | Bruce Manson Brian Teacher       | 7–5, 6–2            |
| Vice     | 3.  | 1980 | ATP de Taipei, Taiwan                  | Carpete     | John Austin      | Bruce Manson Brian Teacher       | 4–6, 0–6            |
| WCampeão | 4.  | 1980 | Bangkok, Tailândia                     | Carpete     | Brian Teacher    | Tom Okker Dick Stockton          | 7–6, 7–6            |
| Campeão  | 5.  | 1981 | Auckland, Nova Zelândia                | Duro        | Tim Wilkison     | Tony Graham Bill Scanlon         | 7–5, 6–1            |
| Campeão  | 6.  | 1981 | Rotterdam, Holanda                     | Duro (i)    | Fritz Buehning   | Gene Mayer Sandy Mayer           | 7–6, 1–6, 6–4       |
| Vice     | 4.  | 1981 | Los Angeles, EUA                       | Duro        | John McEnroe     | Tom Gullikson Butch Walts        | 4–6, 4–6            |
| Vice     | 5.  | 1981 | Legg Mason Tennis Classic, EUA         | Saibro      | Pavel Složil     | Raúl Ramírez Van Winitsky        | 7–5, 6–7, 6–7       |
| Vice     | 6.  | 1981 | North Conway, EUA                      | Saibro      | Pavel Složil     | Heinz Günthardt Peter McNamara   | 5–7, 4–6            |
| Campeão  | 7.  | 1981 | Montreal, Canadá                       | Duro        | Raúl Ramírez     | Peter Fleming John McEnroe       | 2–6, 7–6, 6–4       |
| Campeão  | 8.  | 1981 | Cincinnati, EUA                        | Duro        | John McEnroe     | Robert Lutz Stan Smith           | 7–6, 6–3            |
| Vice     | 7.  | 1981 | Sydney Indoor, Austrália               | Duro (i)    | Sherwood Stewart | Peter Fleming John McEnroe       | 7–6, 6–7, 1–6       |
| Vice     | 8.  | 1981 | Melbourne Indoor, Austrália            | Carpete     | Sherwood Stewart | Paul Kronk Peter McNamara        | 6–3, 3–6, 4–6       |
| Vice     | 9.  | 1981 | Stockholm Open, Suécia                 | Duro (i)    | Sherwood Stewart | Kevin Curren Steve Denton        | 7–6, 4–6, 0–6       |
| Campeão  | 9.  | 1981 | Wembley, Reino Unido                   | Carpete     | Sherwood Stewart | Peter Fleming John McEnroe       | 7–5, 6–7, 6–4       |
| Campeão  | 10. | 1982 | Mexico City WCT, México                | Carpete     | Sherwood Stewart | Tomáš Šmíd Balázs Taróczy        | 6–4, 7–5            |
| Vice     | 10. | 1982 | U.S. Pro Indoor, EUA                   | Carpete     | Sherwood Stewart | Peter Fleming John McEnroe       | 6–7, 4–6            |
| Campeão  | 11. | 1982 | Countrywide Classic, EUA               | Duro        | Sherwood Stewart | Bruce Manson Brian Teacher       | 6–1, 6–7, 6–3       |
| Campeão  | 12. | 1982 | Las Vegas, EUA                         | Duro        | Sherwood Stewart | Carlos Kirmayr Van Winitsky      | 7–6, 6–4            |
| Campeão  | 13. | 1982 | Aberto da Austrália, Paris             | Saibro      | Sherwood Stewart | Hans Gildemeister Belus Prajoux  | 7–5, 6–3, 1–1, Ret. |
| Campeão  | 14. | 1982 | Gstaad, Suíça                          | Saibro      | Sandy Mayer      | Heinz Günthardt Markus Günthardt | 6–2, 6–3            |
| Campeão  | 15. | 1982 | North Conway, EUA                      | Saibro      | Sherwood Stewart | Pablo Arraya Eric Fromm          | 6–2, 7–6            |
| Campeão  | 16. | 1982 | Indianapolis, EUA                      | Saibro      | Sherwood Stewart | Robbie Venter Blaine Willenborg  | 6–4, 7–5            |
| Campeão  | 17. | 1982 | Japan Open Tennis Championships, Japão | Saibro      | Sherwood Stewart | Tim Gullikson Tom Gullikson      | 6–1, 3–6, 7–6       |
| Vice     | 11. | 1982 | Stockholm Open, Suécia                 | Duro (i)    | Sherwood Stewart | Mark Dickson Jan Gunnarsson      | 6–7, 7–6, 4–6       |
| Vice     | 12. | 1982 | São Paulo, Brasil                      | Saibro      | Peter McNamara   | Carlos Kirmayr Cássio Motta      | 3–6, 1–6            |
| Vice     | 13. | 1983 | Lisboa, Portugal                       | Saibro      | Pavel Složil     | Carlos Kirmayr Cássio Motta      | 5–7, 4–6            |
| Vice     | 14. | 1983 | Los Angeles, EUA                       | Duro        | Sandy Mayer      | Peter Fleming John McEnroe       | 1–6, 2–6            |
| Vice     | 15. | 1983 | Washington, D.C., EUA                  | Clay        | Paul McNamee     | Mark Dickson Cássio Motta        | 2–6, 6–1, 4–6       |
| Campeão  | 18. | 1983 | Montreal, Canadá                       | Duro        | Sandy Mayer      | Tim Gullikson Tom Gullikson      | 6–3, 6–4            |
| Vice     | 16. | 1984 | La Quinta, EUA                         | Duro        | Scott Davis      | Bernard Mitton Butch Walts       | 7–5, 3–6, 2–6       |
| Vice     | 17. | 1984 | Madrid, Espanha                        | Carpete     | Fritz Buehning   | Peter Fleming John McEnroe       | 3–6, 3–6            |
| Vice     | 18. | 1984 | Rotterdam, Holanda                     | Carpete     | Fritz Buehning   | Kevin Curren Wojtek Fibak        | 4–6, 4–6            |
| Vice     | 19. | 1984 | Stuttgart Outdoor, Alemanha            | Saibro      | Fritz Buehning   | Sandy Mayer Andreas Maurer       | 6–7, 4–6            |
| Campeão  | 19. | 1984 | Legg Mason Tennis Classic, EUA         | Saibro      | Pavel Složil     | Drew Gitlin Blaine Willenborg    | 7–6, 6–1            |